# Fujifilm X100S
Fujifilm X100S (фудзифилм-икс-сто-эс) — компактный цифровой фотоаппарат компании Fujifilm, оснащённый матрицей формата APS-C и фиксированным несъёмным объективом, наследник модели X100. Сохранив дизайн X100, отмеченный многочисленными наградами, новая модель получила усовершенствованную электронику и улучшенную эргономику.
Ключевое отличие от X100 — 16-мегапиксельная матрица X-Trans II, превосходящая по характеристикам матрицу, используемой в системных фотоаппаратах X-Pro1 и X-E1, и предоставляющая возможность фазовой автофокусировки. Новая модель процессора EXR Processor II обрабатывает получаемые с матрицы изображения и корректирует аберрации, обеспечивая более высокое качество снимков. Разрешение электронного видоискателя увеличилось почти вдвое, до 2,35 млн пикселей. X100S поддерживает запись видео в формате Full HD. Изменена форма и расположение некоторых органов управления, увеличена скорость работы.
X100S поступил в продажу в конце марта — апреле 2013 года. Стоимость в США составила 1300 долларов, в Японии — 115.200 иен, в России — 48.000 рублей.

## Особенности

### Корпус
X100S использует тот же корпус, что и предшественник FinePix X100. Внешние изменения минимальны: поменялись местами кнопки «AF» и «Drive», кнопка «RAW» теперь обозначается как «Q», изменилось расположение надписи «Made in Japan». При этом компания доработала многие органы управления.
Изменился порядок режимов у линейного переключателя режимов автофокусировки: наименее востребованный режим непрерывной автофокусировки помещён в середину, поменявшись местами с режимом разовой фокусировки. Теперь пользователям проще переключаться между двумя наиболее востребованными режимами: разовой автофокусировки и ручной фокусировки.
Положение «A» на кольце выдержек теперь отдалено от крайнего значения 1/4000. Также выросло усилие на кольцах выдержки и экспокоррекции, благодаря чему они стали более устойчивы к случайным изменениям настроек.
Изменилась форма рычажка переключения режимов видоискателя — он стал асимметричным. Форма отсека для аккумулятора претерпела небольшие изменения для того, чтобы исключить его неправильную установку. Наконец, ушки для крепления ремня теперь имеют двухслойное покрытие для лучшей износостойкости.
Жидкокристаллический экран на задней панели остался неизменным: диагональ 2,8 дюйма, 460 тысяч пикселей. Уже в момент выхода X100 в 2010 году он не отвечал актуальным стандартам (в 2007 году вышел Sony A700 с 3-дюймовым экраном с 920 тыс. пикселей), и в 2013 году параметры дисплея выглядели одним из самых слабых мест X100S.

### Объектив
Основные характеристики объектива «Фудзинон» остались без изменений: он имеет фокусное расстояние 23 мм и светосилу 1:2, эквивалентное фокусное расстояние составляет приблизительно 35 мм. Оптическая схема объектива включает в себя 8 элементов в 6 группах, включая один двусторонний асферический элемент, выпускаемый методом формовки. Между первой и второй группой находятся нейтральный фильтр, затвор и диафрагма. Расстояние между задней линзой и матрицей составляет всего 5,6 мм. В объективе использована 9-лепестковая диафрагма, обеспечивающая почти идеально круглое отверстие.
По сравнению с X100 увеличилась чувствительность кольца, который с помощью электронного привода управляет фокусировкой в ручном режиме: он теперь реагирует на меньшие перемещения. Минимальное расстояние съёмки при использовании оптического видоискателя сократилось с 80 до 50 см, также уменьшилось минимальное расстояние фокусировки в обычном режиме: с 40 до 21 см.

### Матрица
Наиболее значительное изменение по сравнению с предыдущей моделью — новая 16-мегапиксельная матрица X-Trans CMOS II. Помимо увеличившегося разрешения, её отличает иная структура цветового фильтра. В большинстве матриц пиксели располагаются блоками 2×2, содержащими красный, синий и два зелёных пикселя. Технология компании «Фудзифильм», получившая название «массив цветных фильтров» (X-Trans), подразумевает расположение пикселей в блоках 6×6 (8 красных, 8 синих и 20 зелёных), что, по заявлению производителя, позволяет существенно снизить влияние муара. Подобная матрица (только 1 поколения) ранее появилась в системных фотоаппаратах X-Pro1 и X-E1.
Использование матрицы «X-Trans» позволило отказаться от сглаживающего фильтра, устанавливаемого перед матрицей, и повысить тем самым фактическое разрешение получаемых изображений.
Матрица X100S имеет ещё одну особенность — часть её пикселей выполняет роль датчиков автофокусировки методом разницы фаз, что обеспечивает более быстрое, по сравнению с автофокусировкой по контрасту, наведение на резкость.

### Электроника и интерфейс
По утверждению компании, скорость работы фотоаппарата выросла по сравнению с предшественником. Время, требующееся для включения, составляет 0,9 секунды по сравнению с 2 секундами ранее, время автофокусировки (при освещённости 10 EV) — 0,07 с вместо 0,22 с. С пяти до шести кадров в секунду выросла скорость серийной съёмки, а в режиме покадровой съёмки время между двумя снимками сократилось с 0,9 до 0,5 с.
Ещё одно отличие X100S заключается в том, что переключение в режим просмотра снимков возможно сразу после съёмки — нет необходимости ждать, пока фотографии будут записаны на карту памяти.
X100S оснащён функцией, подсвечивающей на дисплее области, находящиеся в зоне резкости (т. н. «focus peaking»), которая упрощает наведение фокуса в ручном режиме.

## Конкуренты
- Sony Cyber-shot DSC-RX1 (в продаже с декабря 2012) и её модификация без сглаживающего фильтра DSC-RX1R (ожидается в продаже в августе 2013) обладают фиксированным объективом с той же светосилой 1:2 и эквивалентным фокусным расстоянием 35 мм, однако оснащены более крупной матрицей размера 36 × 24 мм. Цена намного выше: 2800 долларов США.
- Sigma DP1 Merrill и Sigma DP2 Merrill (в продаже с сентября 2012) обладают трёхслойной матрицей формата APS-C и объективами с эквивалентными фокусными расстояниями 28 мм и 45 мм, соответственно. Стоимость в США в июле 2013 года — 800 долларов.

## Микропрограмма
Микропрограмма фотоаппарата может быть обновлена пользователем. Для этого необходимо загрузить с официального сайта последнюю версию программного обеспечения, скопировать его на отформатированную SD-карту и включить фотоаппарат, удерживая кнопку «DISP/BACK». По состоянию на июль 2013 компанией было выпущено три обновления микропрограммы, актуальная версия — 1.20.
| Версии микропрограммы Fujifilm X100S | Версии микропрограммы Fujifilm X100S | Версии микропрограммы Fujifilm X100S |
| Версия                               | Дата                                 | Улучшения и исправления |
| ------------------------------------ | ------------------------------------ | --- |
| 1.01                                 | 15.03.2013                           | |
| 1.02                                 | 25.04.2013                           | Исправлено: яркость электронного видоискателя не меняется в соответствии с яркостью местности при чувствительности 1600 ИСО и выше. |
| 1.03                                 | 28.05.2013                           | Исправлено: в редких случаях на ЖК-экране возникало изображение белого шума. |
| 1.10                                 | 19.12.2013                           | 1. Возможность редактировать названия файлов фотографий, снятых камерой; 2. Улучшения внутреннего конвертера RAW-файлов; 3. Более точное отображение значения экспозиции на экране предпросмотра в реальном времени и гистограмме; 4. Улучшение просмотра отснятых кадров и нумерация файлов при непрерывной съёмке; 5. Возможность изменять диафрагму и выдержку при включенной блокировке автоэкспозиции; 6. Возможность устанавливать стандартную и максимальную чувствительность, а также минимальную скорость затвора при использовании режима ISO AUTO; 7. Просмотр области съёмки с компенсацией параллакса при заблокированном автофокусе. |
| 1.20                                 | 21.04.2014                           | Добавлена функция TELE CONVERSION LENS TCL-X100 |